# Ariadna thyrianthina
Ariadna thyrianthina là một loài nhện trong họ Segestriidae.
Loài này thuộc chi Ariadna. Ariadna thyrianthina được Eugène Simon miêu tả năm 1908.